# Catarina de Albuquerque
Catarina de Albuquerque é uma jurista portuguesa.
Licenciada em Direito, pela Faculdade de Direito da Universidade de Lisboa, e habilitada com um DESE (Diploma de Estudos Superiores Especializados) em Direito Internacional, pelo Institut Universitaire de Hautes Etudes Internationales, após a licenciatura, foi consultora jurídica no Gabinete de Documentação e Direito Comparado, um órgão independente sob tutela do Gabinete do Procurador Geral da República Portuguesa. Depois foi membro de várias delegações portuguesas junto das Nações Unidas e consultora do Comité Português para a UNICEF.
Assumiu no ano de 2008, até 2014, a função de primeira Relatora Especial das Nações Unidas para a defesa do direito à água potável e ao saneamento enquanto direitos humanos. Atualmente, desde dezembro de 2014, presidente executiva da parceria global Sanitation and Water for All (Saneamento e Água para Todos), uma parceria que junta organismos da ONU, países e organizações da sociedade civil e da qual também faz parte a Fundação de Bill Gates.
Foi Professora Convidada das Faculdades de Direito das Universidade do Minho e de Universidade de Coimbra.
É Vice-Presidente da Associação Portuguesa de Apoio à Vítima (APAV).

## Prémios e distinções
Foi agraciada com a Medalha de Ouro dos Direitos Humanos pela Assembleia da República portuguesa e, por esta instituição, reconhecida como especialista e defensora dos Direitos Humanos.
Foi agraciada pelo Presidente da República Portuguesa com a Ordem de Mérito.
Recebeu igualmente o Prémio IWA Água Global de 2016.
Recebeu um Doutoramento Honoris Causa da Universidade da Carolina do Norte.

## Obras
- No caminho certo[5]
- Handbook on Implementing the Rights to Water and Sanitation[1]